# Eucradinae
Sous-famille
Les Eucradinae sont une sous-famille d’insectes de l’ordre des coléoptères, de la famille des Anobiidae. Elle a été décrite par John Lawrence LeConte (1825-1883) en 1861.

## Liste des genres
- Clada
- Hedobia
- Ptinomorphus